# 無種諸葛介
無種諸葛介（学名：Chukocythere wuchun）为粗面介科諸葛介屬下的一个种。